# Csatárka-barlang
A Csatárka-barlang Budapest II. kerületében, a Duna–Ipoly Nemzeti Park területén található. A Ferenc-hegyen lévő Balogh Ádám-szikla tövében nyíló védett barlang dolomitban jött létre.

## Leírás
A fődolomitban elhelyezkedő barlang legnagyobb része mesterséges eredetű. A majdnem vízszintes barlang 50 m hosszú.
1976-ban volt először Csatárka-barlangnak nevezve a barlang az irodalmában. Előfordul a barlang az irodalmában Balogh Ádám utcai-barlang (Leél-Őssy 1995), Balogh-barlang (Leél-Őssy 1957), Balogh szikla-barlangja (Kordos 1984), Balogh-szikla mesterséges ürege (Bertalan 1976), Balog uti-barlang (Kraus 1984), Vadkerti-sziklaüreg (Leél-Őssy 1995) és Vadkerti sziklaüreg (Bertalan 1976) neveken is.

## Kutatástörténet
Az 1957. évi Földrajzi Értesítőben meg van említve, hogy a Budai-hegység egyik jelentős mesterséges eredetű ürege a ferenc-hegyi Balogh-barlang. Az 1958-ban megjelent, Budapest természeti képe című kiadványban az olvasható, hogy Leél-Őssy Sándor szerint a Budai-hegység mesterséges eredetű barlangjai közé tartozik pl. a Balogh-szikla barlangja (II. kerület). Az 1959-ben napvilágot látott, Budapest természeti földrajza című könyvben szó van arról, hogy a Ferenc-hegyen lévő Balogh-barlang mesterséges üreg. Az 1964-ben kiadott, Geológiai kirándulások Budapest környékén című könyvben szó van arról, hogy a Budai-hegység mesterséges barlangjai és üregei közé tartozik a Balogh-szikla barlangja. Az 1966-ban megjelent Budai-hegység útikalauzban az van írva, hogy a Balogh Ádám utcán leereszkedve, ahol a bal oldalon nincsenek házak, ott a 18. számú házzal szemben érdekes színezetű, kis sziklás csúcs emelkedik, amelynek oldalában több üreg van.
Az 1973-ban napvilágot látott Budapest lexikonban külön címszóban van ismertetve a barlang. A kiadványban meg van említve, hogy a Balogh-barlang a Ferenc-hegyen helyezkedik el. Mesterséges eredetű kis üreg. Az 1976-ban befejezett és Bertalan Károly által írt kézirat szerint a Budai-hegyekben, Budapest II. kerületében helyezkedik el a Csatárka-barlang, más néven Balogh-szikla mesterséges ürege és Vadkerti sziklaüreg. A Csatárka 274-es pontja alatt (Vérhalom), a Vadkertben, a Balogh Ádám utca 20. számú ház kapujával szemben található. A mesterséges üreg 30–40 m hosszú és 2–3 m magas. A kézirat barlangra vonatkozó része 4 irodalmi mű alapján lett írva.
Az 1983. évi MKBT Beszámolóban az olvasható, hogy a Balogh Ádám úti természetvédelmi terület (Kis-szikla) porlott dolomitjában kb. 10–20 m hosszú üregrendszer van vájva, amely a dolomitpor kitermelése közben keletkezett. Az 1984. évi MKBT Beszámolóban meg van említve, hogy Kraus Sándor 1984-ben elkészítette a 4762-es barlangkataszteri területen lévő Balog uti-barlang (Csatárka-barlang) térképét és vizsgálta a barlang kőzetblokkjának tektonikáját.
Az 1984-ben megjelent, Magyarország barlangjai című könyv országos barlanglistájában szerepel a Budai-hegységben lévő barlang Csatárka-barlang néven Vadkerti sziklaüreg és Balogh szikla-barlangja névváltozatokkal. A listához kapcsolódóan látható a Dunazug-hegység barlangjainak földrajzi elhelyezkedését bemutató 1:500 000-es méretarányú térképen a barlang földrajzi elhelyezkedése. Az 1981–1995. évi Karszt- és Barlangkutatásban az van írva, hogy a ferenc-hegyi vonulatba a nagy barlangok közül a Ferenc-hegyi-barlang és a Szemlő-hegyi-barlang tartozik, míg a kisebb méretűeket a Zsindely utca barlangjai, valamint kisebb barlangi üregek (pl. Balogh-sziklák) képviselik. A kiadványban látható a ferenc-hegyi zóna fedetlen földtani térképe a vizsgált barlangi üregek helyzetével. A térképen megfigyelhető a Balogh-sziklák üregeinek földrajzi elhelyezkedése.
Az 1995. évi Földtani Közlönyben szó van arról, hogy régóta ismert a Balogh Ádám utcai-barlang (Csatárka-barlang, Vadkerti-sziklaüreg), amely a természetvédelmi területen lévő, fődolomitból álló Balogh Ádám-sziklában van. Legalább részben mesterséges üreg. A majdnem vízszintes barlang 25 m hosszú. Morfológiai jegyei miatt valószínűleg nagyrészt mesterséges eredetű. A tanulmányhoz mellékelve lett a Rózsadomb és környéke barlangjainak helyszínrajza, amelyen megfigyelhető a Balogh Ádám utcai-barlang földrajzi elhelyezkedése. A 2000. évi Népszabadságban meg van említve, hogy a Balogh Ádám-szikla alsó részén, több oldásos gömbfülke is tanúskodik az egykori hévizes tevékenységről. A folyóiratban közölve lett egy fekete-fehér fénykép, amelyen a szikla látható.
2005. március 26-án Kovács Ádám és Kovács Jenő mérték fel a barlangot, majd Kovács Richárd a felmérés felhasználásával megszerkesztette a barlang alaprajz térképét és keresztmetszet térképét. A felmérés szerint a barlang 50 m hosszú, 3 m mély és 2 m magas. A 2008. évi Heti Válaszban meg van említve, hogy évek óta nem sikerül kitisztítani a Balogh Ádám-szikla alvóhelyként használt barlangjait. A folyóiratban publikálva van egy színes fénykép, amelyen látható a Csatárka-barlang bejárata. Groma Klára 2011. évi kézirata szerint a Budapest II. kerületében, a 12456/33 helyrajzi számú területen lévő és 4762-18 kataszteri számú Csatárka-barlang 50 m hosszú, 5 m függőleges kiterjedésű, 3 m mély és 2 m magas.